# 西凉州
西凉州，中国南北朝时设置的州。
北魏正光五年（524年）置，领七郡：张掖郡、西郡、临松郡、建康郡、酒泉郡、凉宁郡、敦煌郡。西魏大统十二年（545年），仍领有五郡：张掖郡、西郡、临松郡、建康郡、酒泉郡。西魏废帝三年（554年），改西凉州为甘州。